# Selores
Pour les articles homonymes, voir Selores (homonymie).
Selores est un village portugais (une freguesia) de la municipalité de Carrazeda de Ansiães, de 7,62 km2 de superficie et 141 habitants (2011). Densité : 18,5 hab/km².